# Болотяна папороть
Болотяна папороть (Thelypteris) — рід папоротей підродини Thelypteridoideae, родини Thelypteridaceae, порядку Polypodiales. Станом на січень 2020 року використовуються дві кардинально різні межі роду. У класифікації філогенезу PPG I рід є дуже малим, що складається з приблизно двох видів. Згідно з іншими підходами, рід є єдиним у підродині Thelypteridoideae, і тому включає від 875 до 1102 видів.

## Види
Рід космополітичний, у Європі росте 3 види: Thelypteris interrupta, Thelypteris limbosperma, Thelypteris palustris, в Україні росте останні два.